# (9331) Fannyhensel
(9331) Fannyhensel est un astéroïde de la ceinture principale.

## Description
(9331) Fannyhensel est un astéroïde de la ceinture principale. Il fut découvert le 16 août 1990 à La Silla par Eric Walter Elst. Il présente une orbite caractérisée par un demi-grand axe de 2,75 UA, une excentricité de 0,06 et une inclinaison de 4,4° par rapport à l'écliptique.

## Compléments